# Bruno Keßler

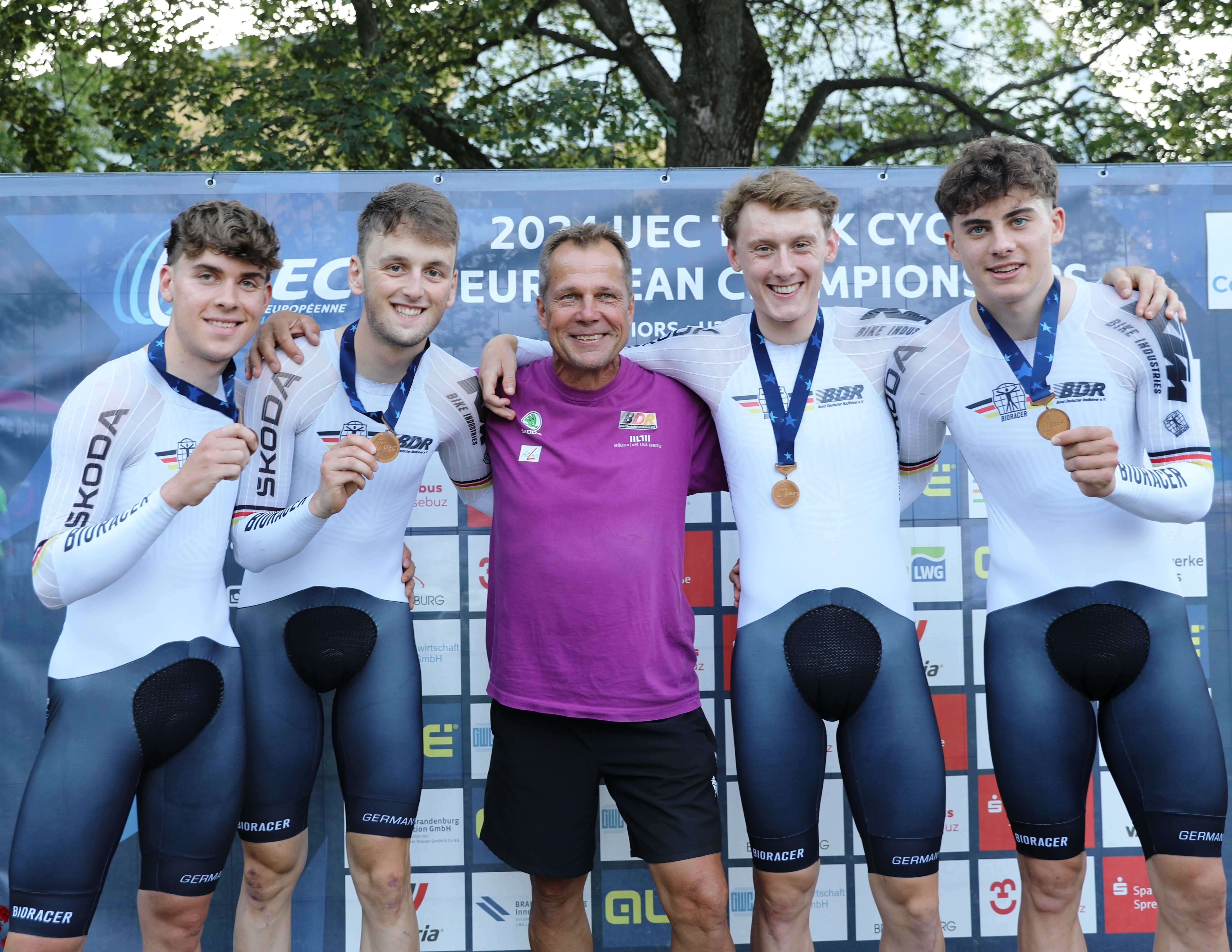
U23-EM, Bronze in der Mannschaftsverfolgung (v. l. n. r.): Bruno Keßler, Ben Felix Jochum, Trainer Frank Augustin, Leon Arenz und Benjamin Boos

Bruno Keßler (* 9. September 2005 in Leipzig) ist ein deutscher Radsportler, der bei Rennen in Straßen- und Bahnradsport sowie im Cyclocross startet.

## Sportlicher Werdegang
Seit 2015 ist Bruno Keßler im Radsport als Allrounder aktiv. Er startet bei Rennen auf der Straße, auf der Bahn und im Cyclocross. Als Schüler (U15) konnte er ab 2019 erste Siege auf der Straße erringen wie etwa beim Robert-Förster-Nachwuchscup oder Rund um den Sachsenring. Ab 2022 nahm der Bahnradsport breiteren Raum ein: Im April des Jahres nahm Keßler erfolgreich an Sichtungsrennen des Bundes Deutscher Radfahrer in der Oderlandhalle in Frankfurt (Oder) teil. Zudem gewann er die Zeitfahrmeisterschaft der Junioren des Landesverbandes Sachsen. Bei den deutschen Meisterschaften in Büttgen wurde er Junioren-Meister im Punktefahren, Zweiter in der Einerverfolgung sowie Dritter in der Mannschaftsverfolgung.
Ebenfalls 2022 hatte Keßler seine ersten internationalen Starts bei Bahnwettbewerben: Bei den Junioren-Europameisterschaften errang er gemeinsam mit Ben Felix Jochum, Tobias Müller, Jasper Schröder und Leon Arenz die Silbermedaille in der Mannschaftsverfolgung. Wenige Wochen später wurde er bei den Junioren-Bahnweltmeisterschaften in Israel Junioren-Weltmeister im Punktefahren, in der Mannschaftsverfolgung mit Müller, Arenz, Jochum und Schröder Zweiter sowie mit Schröder Dritter im Zweier-Mannschaftsfahren. Im Dezember des Jahres wurde er deutscher Junioren-Meister im Omnium.
2023 startete Keßler bei den Junioren-Weltmeisterschaften. In der Mannschaftsverfolgung errang er Silber mit Müller, Jochum, Schröder und Arenz und im Omnium Bronze. Bei den U23-Bahneuropameisterschaften in Cottbus belegte er mit Arenz, Kessler und Boos Platz drei in der Mannschaftsverfolgung. Im Oktober 2024 wurde Bruno Keßler für die Bahn-Weltmeisterschaften in Kopenhagen nominiert.
Im Januar 2025 gehörte Bruno Keßler zu einer Gruppe aus sechs deutschen Radsportlern, die bei einem Trainingsunfall auf Mallorca zum Teil schwer verletzt wurden. Im Juni darauf wurde er deutscher U23-Meister im Einzelzeitfahren.

## Erfolge

### Bahn
2022
- Junioren-Weltmeister – Punktefahren
- Junioren-Weltmeisterschaft – Mannschaftsverfolgung (mit Tobias Müller, Ben Felix Jochum, Jasper Schröder und Leon Arenz)
- Junioren-Weltmeisterschaft – Zweier-Mannschaftsfahren (mit Jasper Schröder)
- Deutscher Junioren-Meister – Omnium, Punktefahren, Zweier-Mannschaftsfahren (mit Vincent John)

2023
- Junioren-Weltmeisterschaft – Mannschaftsverfolgung (mit Tobias Müller, Ben Felix Jochum,  Jasper Schröder und Leon Arenz)
- Junioren-Weltmeisterschaft – Omnium
- Deutscher Junioren-Meister – Einerverfolgung, Ausscheidungsfahren

2024
- U23-Europameisterschaft – Mannschaftsverfolgung (mit Ben Felix Jochum, Leon Arenz und Benjamin Boos)
- Weltmeisterschaft – Mannschaftsverfolgung (mit Benjamin Boos, Ben Felix Jochum, Tim Torn Teutenberg und Felix Groß)

2025
- U23-Europameisterschaft – Mannschaftsverfolgung (mit Moritz Binder, Benjamin Boos, Max-David Briese und Ben Felix Jochum), Zweier-Mannschaftsfahren (mit Benjamin Boos)

### Straße
2025
- Deutscher U23-Meister – Einzelzeitfahren